# Боровая (приток Коржи)
Боровая — река в России, протекает в Лузском районе Кировской области и Прилузском районе Республики Коми. Устье реки находится в 10 км по левому берегу реки Коржа. Длина реки составляет 10 км.
Исток реки в болотах в 7 км к югу от посёлка Коржинский. В верхнем течении река течёт на восток, затем поворачивает на северо-восток. Верхнее и среднее течение проходит по Кировской области, нижнее - по Республике Коми. Всё течение проходит по ненаселённому холмистому таёжному массиву. Впадает в Коржу в урочище Боровая в 6 км к юго-востоку от посёлка Коржинский.

## Данные водного реестра
По данным государственного водного реестра России и геоинформационной системы водохозяйственного районирования территории РФ, подготовленной Федеральным агентством водных ресурсов:
- Бассейновый округ — Двинско-Печорский
- Речной бассейн — Северная Двина
- Речной подбассейн — Малая Северная Двина
- Водохозяйственный участок — Юг
- Код водного объекта — 03020100212103000012648